# Varinurme
Varinurme is een plaats in de Estlandse gemeente Lüganuse, provincie Ida-Virumaa. De plaats heeft de status van dorp (Estisch: küla) en telt 49 inwoners (2021).
Tot in 2017 lag Varinurme in de gemeente Sonda. In dat jaar werd die gemeente bij de gemeente Lüganuse gevoegd.